# Lista siturilor arheologice din județul Hunedoara - T
Lista siturilor arheologice din județul Hunedoara - T conține toate siturile arheologice din județul Hunedoara înscrise în Repertoriul Arheologic Național (RAN) și aflate în localități al căror nume începe cu litera T. RAN este administrat de Ministerul Culturii și Patrimoniului Național și cuprinde date științifice, cartografice, topografice, imagini și planuri, precum și orice alte informații privitoare la zonele cu potențial arheologic, studiate sau nu, încă existente sau dispărute.
Puteți căuta un sit din localitățile care încep cu litera T folosind formularul de mai jos sau puteți naviga prin toate siturile din județ la Lista siturilor arheologice din județul Hunedoara.
| Cod RAN                               | Denumire | Localitate                                    | Adresă                                                                       | Datare          | Descoperit | Coordonate                                    | Imagine           | Erori            |
| ------------------------------------- | --- | --------------------------------------------- | ---------------------------------------------------------------------------- | --------------- | ---------- | --------------------------------------------- | ----------------- | ---------------- |
| 87969.01                              | Obiect neolitic la Techereu (Categorie: descoperire izolată) (Tip: obiect izolat)                                                                            | sat Techereu, comuna Balșa                    |                                                                              |                 |            |                                               | Încărcați imagine | Raportați eroare |
| 88635.01                              | Topoare eneolitice la Târnăvița (Categorie: descoperire izolată) (Tip: obiect izolat)                                                                        | sat Târnăvița, comuna Brănișca                |                                                                              |                 |            |                                               | Încărcați imagine | Raportați eroare |
| 86945.01                              | Obiecte eneolitice la Teliucu Inferior (Categorie: descoperire izolată) (Tip: obiect izolat)                                                                 | sat Teliucu Inferior, comuna Teliucu Inferior |                                                                              |                 |            |                                               | Încărcați imagine | Raportați eroare |
| 86972.01.01                           | Situl arheologic de la Teliucu Superior - Peșteră / ansamblu anonim (Categorie: locuire civilă) (Tip: Așezare)                                               | sat Teliucu Superior, comuna Teliucu Inferior | Peșteră                                                                      | Coțofeni        |            |                                               | Încărcați imagine | Raportați eroare |
| 86972.01.02                           | Situl arheologic de la Teliucu Superior - Peșteră / ansamblu anonim (Categorie: locuire civilă) (Tip: Așezare)                                               | sat Teliucu Superior, comuna Teliucu Inferior | Peșteră                                                                      |                 |            |                                               | Încărcați imagine | Raportați eroare |
| 88083.01.01                           | Situl arheologic de la Totia / ansamblu anonim (Categorie: locuire civilă) (Tip: Așezare)                                                                    | sat Totia, comuna Băcia                       |                                                                              | Starčevo - Criș |            |                                               | Încărcați imagine | Raportați eroare |
| 88083.01.02                           | Situl arheologic de la Totia / ansamblu anonim (Categorie: locuire civilă) (Tip: Așezare)                                                                    | sat Totia, comuna Băcia                       |                                                                              | Coțofeni        |            |                                               | Încărcați imagine | Raportați eroare |
| 91697.02.01                           | Așezarea medievală fortificată de la Turdaș - Gară / ansamblu anonim (Categorie: fortificație) (Tip: așezare fortificată)                                    | sat Turdaș, comuna Turdaș                     | Gară                                                                         |                 |            |                                               | Încărcați imagine | Raportați eroare |
| 91697.03.01                           | Situl arheologic de la Turdaș-kilometrul 10 al variantei ocolitoare Orăștie a Autostrăzii Transilvania / ansamblu anonim (Categorie: locuire) (Tip: Locuire) | sat Turdaș, comuna Turdaș                     | kilometrul 10 al variantei ocolitoare Orăștie a Autostrăzii Transilvania     |                 |            |                                               | Încărcați imagine | Raportați eroare |
| 91697.04.01                           | Drumul medieval sau antic de la Turdaș / ansamblu anonim (Categorie: construcție) (Tip: Drum)                                                                | sat Turdaș, comuna Turdaș                     | kilometrul 10+500 al variantei ocolitoare Orăștie a Autostrăzii Transilvania |                 |            |                                               | Încărcați imagine | Raportați eroare |
| 92293.01.01                           | Tumulii de epocă necunoscută de la Tămășești - La Trei Țâțe / ansamblu anonim (Categorie: mormant tumular) (Tip: Tumul)                                      | sat Tămășești, comuna Zam                     | La Trei Țâțe                                                                 |                 |            |                                               | Încărcați imagine | Raportați eroare |
| 88074.01.01                           | Așezarea de epoca bronzului de la Tâmpa - La Cazan / ansamblu anonim (Categorie: locuire) (Tip: Așezare)                                                     | sat Tâmpa, comuna Băcia                       | La Cazan                                                                     | Wietenberg      |            |                                               | Încărcați imagine | Raportați eroare |
| 88074.01.02                           | Așezarea de epoca bronzului de la Tâmpa - La Cazan / ansamblu anonim (Categorie: locuire) (Tip: Așezare)                                                     | sat Tâmpa, comuna Băcia                       | La Cazan                                                                     | Otomani         |            |                                               | Încărcați imagine | Raportați eroare |
| 88074.02.01                           | Așezarea medeivală de la Tâmpa / ansamblu anonim (Categorie: locuire) (Tip: Așezare)                                                                         | sat Tâmpa, comuna Băcia                       |                                                                              | XI-XII d. Chr   |            |                                               | Încărcați imagine | Raportați eroare |
| 88537.01.01                           | Situl arheologici de la Târsa - Vârful Secului / ansamblu anonim (Categorie: locuire) (Tip: Așezare)                                                         | sat Târsa, comuna Boșorod                     | Vârful Secului                                                               | dacică          |            |                                               | Încărcați imagine | Raportați eroare |
| 88537.01.02                           | Situl arheologici de la Târsa - Vârful Secului / ansamblu anonim (Categorie: locuire) (Tip: Așezare)                                                         | sat Târsa, comuna Boșorod                     | Vârful Secului                                                               |                 |            |                                               | Încărcați imagine | Raportați eroare |
| 88537.02.01                           | Așezarea de epocă dacică de la Târsa - Dealul Grosului / ansamblu anonim (Categorie: locuire) (Tip: locuințe)                                                | sat Târsa, comuna Boșorod                     | Dealul Grosului                                                              | dacică          |            |                                               | Încărcați imagine | Raportați eroare |
| 88537.03.01                           | Așezarea de epocă dacică de la Târsa - Dealul Voineagului / ansamblu anonim (Categorie: locuire) (Tip: Locuință)                                             | sat Târsa, comuna Boșorod                     | Dealul Voineagului                                                           | dacică          |            |                                               | Încărcați imagine | Raportați eroare |
| 88537.04.01                           | Movilele de epocă daică de la Târsa - La Pășune / ansamblu anonim (Categorie: mormant tumular) (Tip: movile)                                                 | sat Târsa, comuna Boșorod                     | La Pășune                                                                    | dacică          |            |                                               | Încărcați imagine | Raportați eroare |
| 88537.05.01                           | Așezarea de epocă dacică de la Târsa - Tîrsa-Luncanilor / ansamblu anonim (Categorie: locuire) (Tip: Așezare)                                                | sat Târsa, comuna Boșorod                     | Tîrsa-Luncanilor                                                             | dacică          |            |                                               | Încărcați imagine | Raportați eroare |
| 88537.06.01                           | Situl arheologic de la Târsa - Platoul Târsa / ansamblu anonim(Școală) (Categorie: locuire) (Tip: Castru de pământ)                                          | sat Târsa, comuna Boșorod                     | Platoul Târsa                                                                |                 |            |                                               | Încărcați imagine | Raportați eroare |
| 88537.06.02                           | Situl arheologic de la Târsa - Platoul Târsa / ansamblu anonim(Școală) (Categorie: locuire) (Tip: Așezare)                                                   | sat Târsa, comuna Boșorod                     | Platoul Târsa                                                                | dacică          |            |                                               | Încărcați imagine | Raportați eroare |
| 88537.07.01                           | Drumul de epocă romană de la Târsa - Valea Surpării / ansamblu anonim (Categorie: transport-comunicații) (Tip: Drum)                                         | sat Târsa, comuna Boșorod                     | Valea Surpării                                                               |                 |            |                                               | Încărcați imagine | Raportați eroare |
| 87969.02.01                           | Situl arheologic de la Techereu - Dealul Fericeu / ansamblu anonim (Categorie: locuire) (Tip: mină de aur)                                                   | sat Techereu, comuna Balșa                    | Dealul Fericeu                                                               |                 |            | 46°05′34″N 23°05′04″E / 46.09275°N 23.08454°E | Încărcați imagine | Raportați eroare |
| 87969.02.02                           | Situl arheologic de la Techereu - Dealul Fericeu / ansamblu anonim (Categorie: locuire) (Tip: locuințe)                                                      | sat Techereu, comuna Balșa                    | Dealul Fericeu                                                               |                 |            | 46°05′34″N 23°05′04″E / 46.09275°N 23.08454°E | Încărcați imagine | Raportați eroare |
| 87969.02.03                           | Situl arheologic de la Techereu - Dealul Fericeu / ansamblu anonim (Categorie: locuire) (Tip: Mină)                                                          | sat Techereu, comuna Balșa                    | Dealul Fericeu                                                               |                 |            | 46°05′34″N 23°05′04″E / 46.09275°N 23.08454°E | Încărcați imagine | Raportați eroare |
| 86945.02.01                           | Situl arheologic de la Teliucu Inferior - Ploțca / ansamblu anonim (Categorie: exploatare/carieră) (Tip: Mină)                                               | sat Teliucu Inferior, comuna Teliucu Inferior | Ploțca                                                                       |                 |            |                                               | Încărcați imagine | Raportați eroare |
| 86945.02.02                           | Situl arheologic de la Teliucu Inferior - Ploțca / ansamblu anonim (Categorie: exploatare/carieră) (Tip: Mină)                                               | sat Teliucu Inferior, comuna Teliucu Inferior | Ploțca                                                                       |                 |            |                                               | Încărcați imagine | Raportați eroare |
| 86945.02.03                           | Situl arheologic de la Teliucu Inferior - Ploțca / ansamblu anonim (Categorie: exploatare/carieră) (Tip: constructie)                                        | sat Teliucu Inferior, comuna Teliucu Inferior | Ploțca                                                                       |                 |            |                                               | Încărcați imagine | Raportați eroare |
| 86945.02.04                           | Situl arheologic de la Teliucu Inferior - Ploțca / ansamblu anonim (Categorie: exploatare/carieră) (Tip: Depozit)                                            | sat Teliucu Inferior, comuna Teliucu Inferior | Ploțca                                                                       |                 |            |                                               | Încărcați imagine | Raportați eroare |
| 86945.03.01                           | Mina de fier de la Teliucu Inferior / ansamblu anonim (Categorie: exploatare/carieră) (Tip: Mină)                                                            | sat Teliucu Inferior, comuna Teliucu Inferior |                                                                              | dacică          |            |                                               | Încărcați imagine | Raportați eroare |
| 86945.03.02                           | Mina de fier de la Teliucu Inferior / ansamblu anonim (Categorie: exploatare/carieră) (Tip: Mină)                                                            | sat Teliucu Inferior, comuna Teliucu Inferior |                                                                              |                 |            |                                               | Încărcați imagine | Raportați eroare |
| 86945.03.03                           | Mina de fier de la Teliucu Inferior / ansamblu anonim (Categorie: exploatare/carieră) (Tip: Mină)                                                            | sat Teliucu Inferior, comuna Teliucu Inferior |                                                                              |                 |            |                                               | Încărcați imagine | Raportați eroare |
| 86945.03.04                           | Mina de fier de la Teliucu Inferior / ansamblu anonim (Categorie: exploatare/carieră) (Tip: Mină)                                                            | sat Teliucu Inferior, comuna Teliucu Inferior |                                                                              |                 |            |                                               | Încărcați imagine | Raportați eroare |
| 86945.03.05                           | Mina de fier de la Teliucu Inferior / ansamblu anonim (Categorie: exploatare/carieră) (Tip: Mină)                                                            | sat Teliucu Inferior, comuna Teliucu Inferior |                                                                              |                 |            |                                               | Încărcați imagine | Raportați eroare |
| 91544.02.01                           | Mina de epocă romană de la Toplița - Măgura Toplița / ansamblu anonim (Categorie: exploatare/carieră) (Tip: mină de aur)                                     | sat Toplița, comuna Toplița                   | Măgura Toplița                                                               |                 |            |                                               | Încărcați imagine | Raportați eroare |
| 91544.02.02                           | Mina de epocă romană de la Toplița - Măgura Toplița / ansamblu anonim (Categorie: exploatare/carieră) (Tip: Mormânt de incinerație)                          | sat Toplița, comuna Toplița                   | Măgura Toplița                                                               |                 |            |                                               | Încărcați imagine | Raportați eroare |
| 91633.01.01                           | Situl arheologic de la Totești - Movile / ansamblu anonim (Categorie: locuire) (Tip: Tumuli)                                                                 | sat Totești, comuna Totești                   | Movile                                                                       |                 |            | 45°34′35″N 22°52′42″E / 45.57652°N 22.87836°E | Încărcați imagine | Raportați eroare |
| 91633.01.02                           | Situl arheologic de la Totești - Movile / ansamblu anonim (Categorie: locuire) (Tip: Așezare)                                                                | sat Totești, comuna Totești                   | Movile                                                                       |                 |            | 45°34′35″N 22°52′42″E / 45.57652°N 22.87836°E | Încărcați imagine | Raportați eroare |
| 91633.02.01                           | Așezarea de epocă romană de la Totești - Grădiștioara / ansamblu anonim (Categorie: locuire) (Tip: Așezare)                                                  | sat Totești, comuna Totești                   | Grădiștioara                                                                 |                 |            |                                               | Încărcați imagine | Raportați eroare |
| 91633.03.01                           | Drumul roman de la Totești - Vatra Satului / ansamblu anonim (Categorie: transport-comunicații) (Tip: Drum)                                                  | sat Totești, comuna Totești                   | Vatra Satului                                                                |                 |            |                                               | Încărcați imagine | Raportați eroare |
| 88083.02.01                           | Situl arheologic de la Totia / ansamblu anonim (Categorie: locuire civilă) (Tip: Villa rustica)                                                              | sat Totia, comuna Băcia                       |                                                                              |                 |            |                                               | Încărcați imagine | Raportați eroare |
| 88083.02.02                           | Situl arheologic de la Totia / ansamblu anonim (Categorie: locuire civilă) (Tip: Așezare)                                                                    | sat Totia, comuna Băcia                       |                                                                              |                 |            |                                               | Încărcați imagine | Raportați eroare |
| 88083.02.03                           | Situl arheologic de la Totia / ansamblu anonim (Categorie: locuire civilă) (Tip: Așezare)                                                                    | sat Totia, comuna Băcia                       |                                                                              | Basarabi        |            |                                               | Încărcați imagine | Raportați eroare |
| 88083.02.04                           | Situl arheologic de la Totia / ansamblu anonim (Categorie: locuire civilă) (Tip: Așezare)                                                                    | sat Totia, comuna Băcia                       |                                                                              |                 |            |                                               | Încărcați imagine | Raportați eroare |
| 88083.02.05                           | Situl arheologic de la Totia / ansamblu anonim (Categorie: locuire civilă) (Tip: Așezare)                                                                    | sat Totia, comuna Băcia                       |                                                                              |                 |            |                                               | Încărcați imagine | Raportați eroare |
| 88207.02.01                           | Așezarea de epocă romană de la Trestia / ansamblu anonim (Categorie: locuire) (Tip: Așezare)                                                                 | sat Trestia, comuna Băița                     |                                                                              |                 |            |                                               | Încărcați imagine | Raportați eroare |
| 88207.03.01                           | Mina de aur de la Trestia / ansamblu anonim (Categorie: exploatare/carieră) (Tip: mină de aur)                                                               | sat Trestia, comuna Băița                     |                                                                              |                 |            |                                               | Încărcați imagine | Raportați eroare |
| 88207.03.02                           | Mina de aur de la Trestia / ansamblu anonim (Categorie: exploatare/carieră) (Tip: mină de aur)                                                               | sat Trestia, comuna Băița                     |                                                                              |                 |            |                                               | Încărcați imagine | Raportați eroare |
| 91697.05.01                           | Așezarea Coțofeni de la Turdaș - Pe Coastă / ansamblu anonim (Categorie: locuire) (Tip: Așezare)                                                             | sat Turdaș, comuna Turdaș                     | Pe Coastă                                                                    | Coțofeni        |            |                                               | Încărcați imagine | Raportați eroare |
| 91697.06.01                           | Așezarea Wietenberg de la Turdaș / ansamblu anonim (Categorie: locuire) (Tip: Așezare)                                                                       | sat Turdaș, comuna Turdaș                     |                                                                              | Wietenberg      |            |                                               | Încărcați imagine | Raportați eroare |
| 91697.07.02                           | Așezarea neolitică de la Turdaș / ansamblu anonim (Categorie: locuire) (Tip: Așezare)                                                                        | sat Turdaș, comuna Turdaș                     |                                                                              | Turdaș          |            |                                               | Încărcați imagine | Raportați eroare |
| 91697.07.01                           | Așezarea neolitică de la Turdaș / ansamblu anonim (Categorie: locuire) (Tip: Așezare)                                                                        | sat Turdaș, comuna Turdaș                     |                                                                              | Petrești        |            |                                               | Încărcați imagine | Raportați eroare |
| 91697.08.01                           | Așezarea de epocă romană de la Turdaș / ansamblu anonim (Categorie: locuire) (Tip: Așezare)                                                                  | sat Turdaș, comuna Turdaș                     |                                                                              |                 |            |                                               | Încărcați imagine | Raportați eroare |
| 91697.08.02                           | Așezarea de epocă romană de la Turdaș / ansamblu anonim (Categorie: locuire) (Tip: Drum)                                                                     | sat Turdaș, comuna Turdaș                     |                                                                              |                 |            |                                               | Încărcați imagine | Raportați eroare |
| 91786.01.01                           | Așezarea de epocă romană de la Tuștea - Vatra Satului / ansamblu anonim (Categorie: locuire) (Tip: constructie)                                              | sat Tuștea, comuna General Berthelot          | Vatra Satului                                                                |                 |            |                                               | Încărcați imagine | Raportați eroare |
| 91786.02.01                           | Așezarea de epocă romană de la Tuștea / ansamblu anonim (Categorie: locuire) (Tip: constructie)                                                              | sat Tuștea, comuna General Berthelot          |                                                                              |                 |            |                                               | Încărcați imagine | Raportați eroare |
| 91697.01 (Cod LMI: HD-I-s-A-03211)    | Așezarea preistorică de la Turdaș - "La Luncă" (Categorie: locuire civilă) (Tip: așezare)                                                                    | sat Turdaș, comuna Turdaș                     | La Luncă                                                                     |                 |            | 45°50′11″N 23°06′55″E / 45.83643°N 23.11521°E | Încărcați imagine | Raportați eroare |
| 91697.01.02 (Cod LMI: HD-I-s-A-03211) | Așezarea preistorică de la Turdaș - "La Luncă" / ansamblu anonim (Categorie: locuire civilă) (Tip: Așezare)                                                  | sat Turdaș, comuna Turdaș                     | La Luncă                                                                     | Turdaș          |            | 45°50′11″N 23°06′55″E / 45.83643°N 23.11521°E | Încărcați imagine | Raportați eroare |
| 91697.01.03 (Cod LMI: HD-I-s-A-03211) | Așezarea preistorică de la Turdaș - "La Luncă" / ansamblu anonim (Categorie: locuire civilă) (Tip: Așezare)                                                  | sat Turdaș, comuna Turdaș                     | La Luncă                                                                     | Precucuteni     |            | 45°50′11″N 23°06′55″E / 45.83643°N 23.11521°E | Încărcați imagine | Raportați eroare |
| 91697.01.04 (Cod LMI: HD-I-s-A-03211) | Așezarea preistorică de la Turdaș - "La Luncă" / ansamblu anonim (Categorie: locuire civilă) (Tip: așezare)                                                  | sat Turdaș, comuna Turdaș                     | La Luncă                                                                     | Wietenberg      |            | 45°50′11″N 23°06′55″E / 45.83643°N 23.11521°E | Încărcați imagine | Raportați eroare |
| 91697.01.01 (Cod LMI: HD-I-s-A-03211) | Așezarea preistorică de la Turdaș - "La Luncă" / ansamblu anonim (Categorie: locuire civilă) (Tip: Așezare)                                                  | sat Turdaș, comuna Turdaș                     | La Luncă                                                                     | Petrești        |            | 45°50′11″N 23°06′55″E / 45.83643°N 23.11521°E | Încărcați imagine | Raportați eroare |